# Giocondo Dias
Giocondo Gerbase Alves Dias (Salvador, 18 de novembro de 1913 — Rio de Janeiro, 7 de setembro de 1987) foi um militar brasileiro, comunista, e secretário-geral do Partido Comunista Brasileiro, sucedendo a Luís Carlos Prestes.

## Biografia
Nascido na capital baiana filho de Antônio Alves Dias, brasileiro, e Anna Maria Gerbase, italiana. Era o velho de cinco irmãos. Começou a trabalhar em 1925 no comércio da cidade para ajudar no sustento da família. Pouco depois entrou em contato com Alberto Passos Guimarães, ensaísta alagoano, membro do PCB e candidato a deputado federal pelo Bloco Operário Camponês. Através desse contato passou a vender o jornal legal e diário "A Nação", publicado no Rio de Janeiro, e adere as ideias marxistas.
Desempregado em consequência de profunda recessão que atingiu o país no bojo da crise de 1929, alista-se como voluntário no Recife, engajando-se no 21º Batalhão de Caçadores, em março de 1932. Em seguida, participa das tropas legais que enfrentaram a "Revolução Constitucionalista" de julho, em São Paulo.
Com o término desta, é deslocado, juntamente com seu batalhão, para o Rio de Janeiro, depois para o Mato Grosso, em seguida volta para Recife. Vai para o Amazonas, fronteira com a Colômbia, algum tempo depois é mandado para Natal. Nesta cidade em 1935, é convidado para participar da Aliança Nacional Libertadora, passando a recrutar cabos e sargentos para o movimento.
Nessa época entra para o Partido Comunista Brasileiro. Quem dirigia o trabalho do Partido no Batalhão era Quintino Clementino de Barros, único dirigente que tinha contato com a direção nacional.
Em julho de 35, a ANL é colocada na ilegalidade pelo Governo Vargas, com base na Lei de Segurança Nacional. No levante de novembro, Giocondo foi ferido, e com o fracasso do movimento foi preso, fugiu, foi ferido e novamente é preso.
Foi solto em julho de 37 com a "macedada" (medida tomada pelo Ministro J. C. Macedo Soares), juntamente com outros presos políticos acusados de envolvimento no levante de 35.
Libertado da prisão, é condenado à revelia pelo Tribunal de Segurança a 8 anos e seis meses de reclusão. Clandestino, alista como voluntário para combater ao lado das forças republicanas contra o fascismo na Guerra Civil Espanhola. Pôr motivos de saúde é impedido de viajar.
Participa da reorganização do PCB e do movimento patriótico de apoio à Força Expedicionária Brasileira. Anistiado, é eleito para compor o Comitê Estadual do PCB na Bahia. Em 1946 elege-se deputado à Assembleia Constituinte baiana e membro do Comitê Central do Partido. Com a cassação do registro do PCB e a perda de seu mandato parlamentar, sai de Salvador e fixa residência na cidade do Rio de Janeiro.
De 1949 a 1957 - entre outras atividades - torna-se responsável pela segurança pessoal do então secretário-geral do Partido Comunista Brasileiro, Luís Carlos Prestes. Em 1957 é eleito para compor o Secretariado e a Comissão Executiva do CC do PCB. Em 1958 é a figura central do movimento renovador que dá origem à "Declaração de Março", documento decisivo na reversão das tendências dogmáticas e mecanicistas reveladas no "Manifesto de Agosto" e nas resoluções do IV Congresso.
Com a eclosão do golpe de 1964, vai para a clandestinidade e é condenado - novamente à revelia - a sete anos de prisão pela 1a. Auditoria Militar de São Paulo, no famoso processo das "cadernetas de Prestes". Com a dura repressão imposta pela ditadura aos comunistas, é chamado em 1976 a compor o CC do PCB no exterior, fato que ocorre pela primeira vez na história do Partido.
Anistiado, retorna ao país em 1979. Nesse período as divergências no interior do Partido se aprofundam e Prestes, em minoria na direção, defendendo uma frente de esquerda e contra a luta pela legalidade, afastou-se do PCB. Em maio de 1980, no auge das divergências, a direção nacional elegeu Giocondo Dias secretário-geral, depois de declarar vago o cargo. Com a legalização do PCB, o cargo de secretário-geral é substituído pelo de presidente do Partido, função esta que Giocondo exerce até o VIII Congresso, em 1987, quando é substituído, por motivos de saúde, por Salomão Malina.
Giocondo Dias faleceu em casa aos 73 anos como presidente de honra do PCB.
Em 18 de novembro de 2013, numa sessão especial da Assembleia Legislativa da Bahia, Giocondo foi homenageado, marcando o seu centenário de nascimento, tendo o seu mandato de deputado devolvido simbolicamente.